# Coragyps atratus
L'urubù (Coragyps atratus (Bechstein, 1793)) è un uccello saprofago della famiglia Cathartidae, appartenente al gruppo degli "avvoltoi del Nuovo Mondo". È l'unica specie del genere Coragyps.
Il nome deriva dalla fusione latino/greco corax/κόραξ e gyps/γùψ; ovvero "corvo-avvoltoio"; atratus, dal latino ater nero, sta per "vestito di nero".

## Descrizione
L'urubù, come le altre specie di Catartidi, presenta testa e collo glabri, con cute rugosa. Il restante piumaggio è di colore marrone scuro tendente al nero.

## Biologia
Compie voli planati a grandi altezze, consuma carcasse di animali ed è in attività durante tutto il giorno.

## Distribuzione e habitat
Il suo areale si estende dal Sud-est degli Stati Uniti fino al Cile centrale e all'Uruguay nel Sud America.